# Thylamyini
Thylamyini é uma tribo da família dos didelfiídeos (Didelphidae) que compreende seis gêneros, dentre eles:
- Chacodelphys Voss, Jansa & Gardner, 2004 (1 espécie)
- Cryptonanus Voss, Lunde & Jansa, 2005 (5 espécies)
- Gracilinanus Gardner & Creighton, 1989 (6 espécies)
- Lestodelphys Tate, 1934 (1 espécie)
- Marmosops Matschie, 1916 (15 espécies)
- Thylamys Gray, 1843 (10 espécies)